# Antonia Fontana
Antonia Fontana (Venezia, XVII secolo circa – XVII secolo circa) è stata una drammaturga e musicista italiana.

## Biografia
Nel 2011 alla Villa Contarini (Piazzola sul Brenta) è stata ricordata con lo spettacolo Il fantasma di teatro Contarini come protagonista: « la librettista Antonia Fontana sta apportando le ultime modifiche al copione ».

## Opere
- Il Gioseffo, Opera morale, per Francesco Tramontino, Venezia, 1688.[2][3]

### Erginda
- Erginda, Dramma per musica da rappresentarsi nel secondo teatro Contarino delle Vergini consacrato all'Illustriss. & Eccell. Sig. Marco Contarini procurator di S. Marco, Piazzolla, 10 novembre 1680, 76 pp.[2][3] È stato fatto rappresentare al Teatro delle Vergini di Piazzolla, nel Luogo delle Vergini.[4]
- L'Erginda, spartito musicale, 1660/1690.[3][5]